# 袁文康
袁文康（1980年7月23日—），上海人，中國内地影視男演員。畢業於上海戲劇學院。

## 生平
1999年，在電視劇《新聞小姐》中飾演計小宇一角；同年參與拍攝楊恭如、李亞鵬主演的青春偶像劇《情牽日月星》，飾演陳飛。
2000年，參演唐國強、鮑國安主演的古裝劇《包公生死劫》；同年在王亞楠、李嘉存主演的愛情古裝劇《東西奇遇結良緣》，飾演諸葛小花。
2001年，在李小璐、潘粵明主演的青春偶像劇《青春的童話》中飾演陳虎。
2002年，與焦恩俊、金巧巧合作領銜主演古裝戲說劇《飛刀問情》，飾演龍小雲。
2003年，參演由汪國輝執導的愛情連續劇《追夢穀》，在劇中飾演李曉飛一角；同年友情參演電視劇《女人行》，飾演獨行俠。
2004年，在李密執導編劇的青春偶像劇《魔術奇緣》中飾演吳奇安。
2007年，搭檔張涵予、王寶強領銜主演朝鮮戰爭及建國初期為題材的電影《集結號》，並憑藉此片榮獲第十五屆大學生電影節最受歡迎男演員和第17屆金雞百花電影節最佳新人獎提名；同年與金楨勳、徐若瑄合作領銜主演情感劇《戀愛兵法》，飾演王文清。
2008年，聯合羅海瓊、劉佩琦領銜主演戰爭歷史劇《烽火影人》，飾演謝團長；同年與李清、孟夢合作主演電影《七秒鐘的魚》，在影片中飾演梁晨。
2009年，在吳辰君、趙文琪主演電視劇《九鼎迷蹤》中飾演藤偉，因在拍戲現場意外遭遇車禍而受傷 ；同年參與拍攝電影《約翰·拉貝》，飾演小顧。
2010年，與言承旭、陳嘉樺合作主演愛情劇《就想賴著你》，飾演趙擎一角；同年在薛佳凝、冷中易主演的全新偶像劇《租個女友回家過年》中飾演符佐。在曾寶儀、張浩天主演的喜劇《天師鍾馗之青蛇有淚》中飾演孟文軒，與安以軒主演電影《喋血孤城》。
2011年，搭檔富大龍、李倩領銜主演電視劇《新京城四少》，飾演童玉官；同年參與拍攝由穆德遠執導的戰爭劇《中國1921》，在劇中飾演湘江三傑蔡和森。
2012年，聯合朱亞文、李梁主演革命史詩題材電視劇《我們的法蘭西歲月》，在劇中飾演宗旭之；同年搭檔惠英紅、莫小棋主演都市迷情片《幸福迷途》，飾演劉峰。
2013年，搭檔佟麗婭、陳小藝領銜主演以1976年發生在唐山的那場巨大災難為背景的電視劇《唐山大地震》，飾演萬小達；同年在戴睿執導的時裝劇《美人季》中飾演周康。
2014年，聯合張歆藝、袁弘領銜主演電視劇《解憂公主》，在劇中飾演軍須靡；同年與湯唯、馮紹峰主演影片《黃金時代》，飾演汪恩甲。與張嘉譯、黃志忠合作主演以揚州鹽商為題材的電視劇《大清鹽商》，飾演汪海鯤。與王學圻、李欣汝合作主演歷史題材電視劇《孔子春秋》，飾演少正卯。
2015年，12月5日大型古裝懸案劇《長安三怪探》開播，袁文康在劇中出演熱血怪探李秀一 。
2016年，2月電視劇《女醫·明妃傳》熱播，飾演“蒙古王”綽羅斯·也先獲好評；同月電視劇《解憂公主》央視熱播，再度出演異域王軍須靡，成功在螢屏上承包異域王的角色。2016年，4月在與保劍鋒合作的抗戰電視劇《雪海》中，飾演反派中山武；4月15日，主演的電影《紐約紐約》全國公映；同年，與趙麗穎、陸毅主演民國諜戰劇《胭脂》。
2017年，10月央視八套播出抗戰電視劇《飛哥戰隊》中，飾演抗戰英雄梁飛；2017年底，在古裝大戲《如懿傳》中，飾演太醫江與彬。
2018年，領銜主演的暗黑系犯罪片《暴裂無聲》於4月4日全國上映，飾演律師徐文傑 ；9月30日，參演的電影《找到你》上映。

## 影視作品

### 電影
- 2007年12月《集結號》
- 2012年《太極2英雄崛起》飾 王爺
- 2016年《紐約紐約》飾  湯瑪斯
- 2017年《繡春刀2：修羅戰場》飾  淨海法師
- 2017年《建軍大業》飾  陳峰參謀
- 2018年《暴裂無聲》
- 2018年《找到你》飾  田寧
- 2019年《我和我的祖国》飾 指揮
- 2019年《亲爱的新年好》飾 泰山
- 2021年《真·三國無雙》飾 孫堅
- 2021年《1921》飾 李汉俊
- 2022年《你是我的一束光》飾 穆随心
- 2023年《志愿军：雄兵出击》飾 張玉華
- 2024年《追月》飾 秋生
- 2024年《穿过月亮的旅行》
- 2025年《蛟龍行動》飾 陳長安
- 2025年《不说话的爱》

### 電視劇
- 1999《情牽日月星》飾 陳飛
- 1999《新聞小姐》飾 計小宇
- 2000《東西奇遇結良緣》飾 諸葛小花
- 2000《包公生死劫》飾 陳少春
- 2001《青春的童話》飾 陳虎；虎子
- 2002《飛刀問情》飾 龍小雲
- 2003《追夢穀》飾 李曉飛
- 2004《魔術奇緣》飾 吳奇安
- 2005《愛我帶我回家》飾 莊少偉
- 2007《戀愛兵法》飾 王文清
- 2008《烽火影人》飾 謝團長
- 2008《金耳环》飾 权虎
- 2009《就想賴著妳》飾 趙擎
- 2009《九鼎迷蹤》飾 藤偉
- 2010《黛玉傳》飾 秦鐘
- 2010《天師鍾馗之美麗傳說》飾 孟文軒
- 2010《租個女友回家過年》飾 符佐
- 2011《聖天門口》飾 傅朗西
- 2011《中國1921》飾 蔡和森
- 2011《新京城四少》飾 童玉官
- 2011《孔子春秋》飾 少正卯
- 2012《北京愛情故事》飾 亞健康/ANDY
- 2013《戀愛的那點事兒》客串
- 2013《美人季》飾 周康
- 2013《我們的法蘭西歲月》飾 宗旭之
- 2014《長安三怪探》飾 李秀一
- 2015《大清鹽商》飾 汪海鯤
- 2015《向幸福出發》飾 紀續剛
- 2016《女醫·明妃傳》飾 也先
- 2016《解憂公主》飾 軍須靡
- 2016《穿越謎團》飾 斯寧 (客串)
- 2016《整容季》(網劇)飾 卓偉 (客串)
- 2016《雪海》飾 中山武
- 2016《太太萬歲》飾 陸奮
- 2016《胭脂》飾 宋勉
- 2016《歡喜密探》飾 鄭成功(客串)
- 2017《漂洋過海來看你》飾 Krief(客串)
- 2017《飛哥大英雄之飛哥戰隊》飾 梁飛
- 2018《夢想合夥人》(2012年拍攝)飾 魏文彬
- 2018《上海女子圖鑒》(網絡劇)飾 楊呈遠
- 2018《如懿傳》飾 江與彬
- 2018《盛唐幻夜》飾 陳天樞
- 2018《悍城》飾 白振赫(網絡劇)
- 2020《谁说我结不了婚》飾 徐海峰
- 2020《非常目击》(網絡劇)饰 江流
- 2021《叛逆者》饰 孟安南
- 2021《我们的新时代》饰 庞一冰
- 2021《我是真的爱你》饰 齐彬
- 2022《江照黎明》(網絡劇)饰 梁贺禹(客串)
- 2022《欢迎光临》飾 段總(客串)
- 2022《加油！妈妈》飾 杨朔
- 2022《妻子的选择》饰 高家为
- 2022《買定離手我愛你》(2018年拍攝) 飾 杜修齊
- 2022《简言的夏冬》饰 林俊文
- 2023《耀眼的你啊》饰 張唯
- 2023《今日宜加油》饰 鄭正好
- 2023《骄阳伴我》饰 方沐
- 2023《无与伦比的美丽》饰 陆子杰(客串)
- 2023《问心》饰 史唯(客串)
- 2023《我知道我爱你》饰 彭宇安
- 2023《繁花》饰 張副總
- 2024《江河之上》饰 耿念
- 2024《半熟男女》(網絡劇)饰 周斌
- 2024《上甘岭》 饰 冯百胜
- 2024《西北岁月》 饰 安志文
- 2024《好运家》 饰 钟放
- 2025《我的后半生》 饰 老梁
- 待播中《你是我的英雄》(網絡劇)
- 待播中《夜色正浓》
- 待播中《即刻上场》
- 待播中《江湖夜雨十年灯》(網絡劇)
- 待播中《闻香记》（网络剧）饰 林松柏
- 待播中《春日之地》（网络剧）
- 待播中《斗局》饰 靳南

## 外部連結
- 袁文康的新浪微博